# Vectrex
Le Vectrex est une console de jeux vidéo 8 bits développée par Smith Engineering et distribuée par General Consumer Electric, puis par MB (Milton Bradley Company) après le rachat de GCE. Sortie fin 1982, la machine a cessé d'être produite en 1984 après le krach du jeu vidéo de 1983,,.

## Historique
Développé par Jay Smith de Western Technology & Smith Engineering, le Vectrex est une console 8 bits disposant de son propre écran. D'abord proposé avec un écran de 5" à plusieurs distributeurs, seul GCE sera intéressé à condition que l'écran soit agrandi à 9".
Le Vectrex sort en novembre 1982 au prix de 199 dollars aux États-Unis face aux Atari 2600 et 5200 ainsi qu'à l'Intellivision, qui sont des consoles de salon se branchant sur un téléviseur. Le Vectrex pensé dès l'origine comme une mini borne d'arcade s'en distingue dans la mesure où il s'agit d'un appareil autonome disposant de son propre affichage : il ne nécessite pas de se connecter au poste de télévision familial.
Début 1983, MB rachète GCE et devient le distributeur de la console. Par comparaison avec les succès de Mattel et son Intellivision, MB lance alors le Vectrex en Europe. Il est vendu dès le printemps en France dans une fourchette de prix allant d'environ 1 750 francs à près de 2 500 francs et ce jusqu'à la fin de sa courte durée de commercialisation où il sera bradé autour de 900 francs.

## Une machine atypique

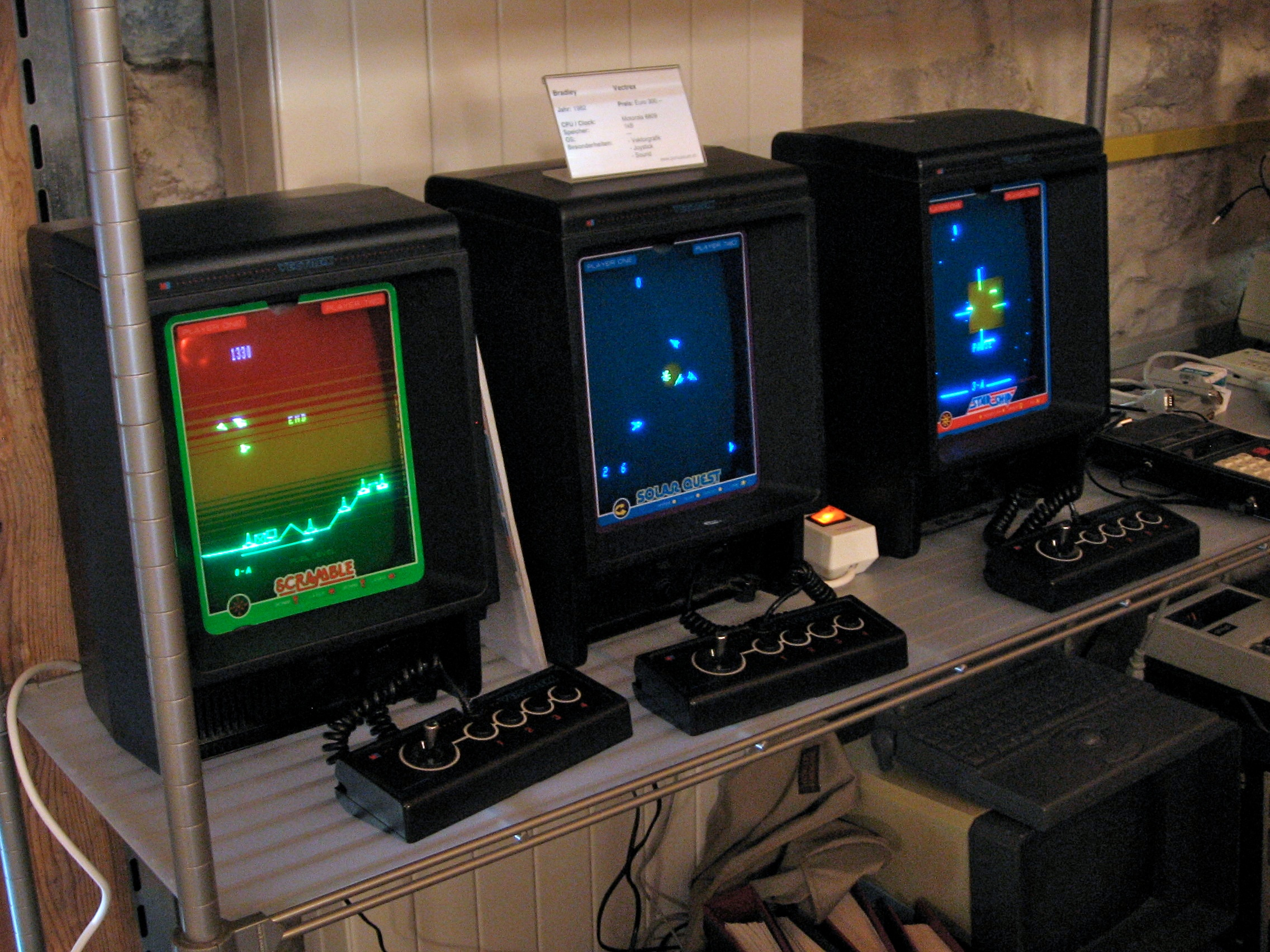
Trois versions européennes de Vectrex, affichant respectivement les jeux Scramble, Solar Quest et Star Ship.

Contrairement aux autres consoles qui sont connectées à une télévision pour afficher des graphismes, le Vectrex inclut son propre moniteur qui affiche des graphismes vectoriels. Bien que l'écran soit monochrome noir et blanc, tous les jeux sont fournis avec un filtre en acétate de cellulose coloré qui devait être glissé devant l'écran.
À cette époque, beaucoup de jeux d'arcade populaires utilisaient des affichages bitmap, et GCE cherchait à s'écarter du lot pour vendre des adaptations de très haute qualité en images vectorielles de jeux comme Asteroids, Space Wars, Pole Position, Armor Attack et Pac-Man.

## Contrôleur de jeu

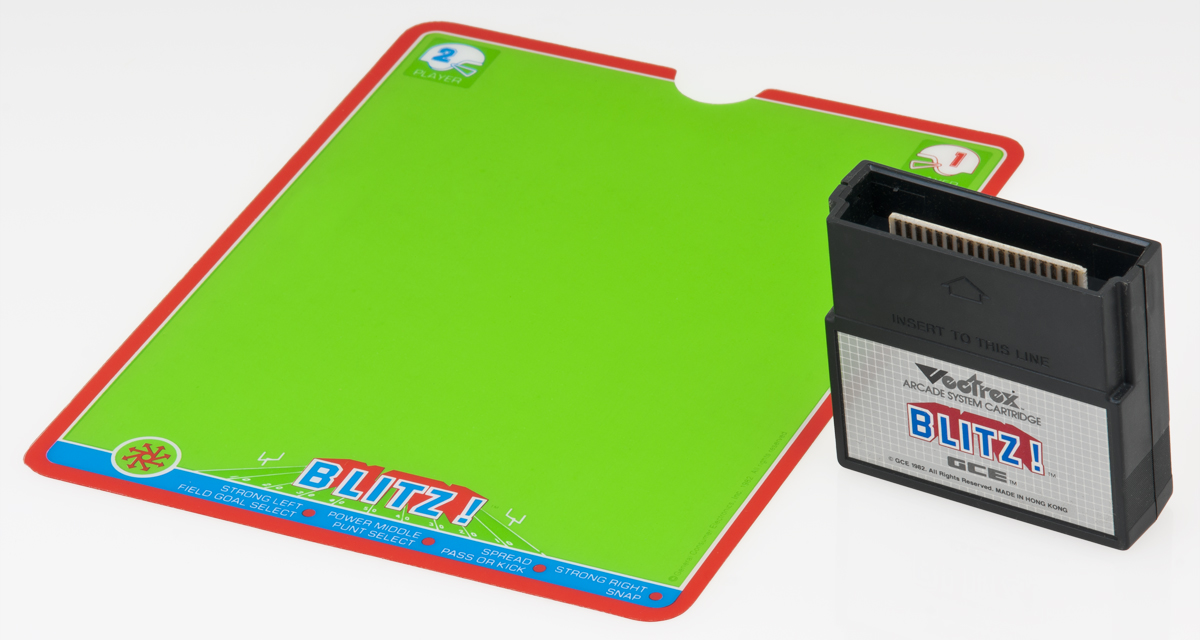
Cartouche de jeu et calque à poser sur l'écran pour changer les couleurs du jeu

La manette du Vectrex comporte 4 boutons et un bâton multidirectionnel autocentré, la prise est une fiche femelle D-sub. Jusqu'à deux manettes peuvent être branchées simultanément. La manette est recouverte d'un film plastique autocollant, ce qui empêche l'accès aux vis situées en dessous. Le système électrique interne est composé de circuits imprimés.
Il existe aussi un crayon optique, le LightPen, qui peut être utilisé comme contrôleur.
Elle est aussi la première console à proposer des lunettes 3D : le « 3D Imager » créé par John Ross.

## Spécifications techniques
- Processeur principal : Motorola 68A09 cadencé à 1,6 MHz[5]
- Écran : Samsung 240RB40 noir et blanc Vectoriel de 9"[5]
- Mémoire vive (RAM) : 1 ko (deux puces 4-bit 2114)[5]
- Mémoire morte (BIOS) : 8 ko (une puce 8-bit 2363)[5]
- Processeur sonore : 3 voix via General Instrument AY-3-8912[5]
- MOS Technology 6522 (en) pour la gestion des entrées-sorties

## Liste des jeux disponibles

### Jeux originaux officiels
- 3D Crazy Coaster (nécessite le 3D Imager)
- 3D MineStorm (nécessite le 3D Imager)
- 3D Narrow Escape (nécessite le 3D Imager)
- AnimAction (nécessite le light pen)
- Armor Attack
- Art Master (nécessite le light pen)
- Bedlam
- Berzerk
- Blitz!
- Clean Sweep (et sa version Mr. Boston, considéré comme le jeu Vectrex le plus rare et le plus cher) : adaptation de Pac-Man
- Cosmic Chasm
- Spinball (ou Flipper Pinball en Europe)
- Fortress of Narzod
- Heads Up (ou Soccer Football)
- Hyperchase
- Melody Master (nécessite le light pen)
- MineStorm (jeu fourni d'origine avec la console, intégré en ROM)
- MineStorm II (disponible seulement sur demande par courrier)
- Polar Rescue
- Pole Position
- Rip-Off
- ScrambleWars
- Solar Quest
- Space Wars
- Spike (jeu avec synthétiseur vocal)
- Star Castle
- Star Trek: The Motion Picture (ou Star Ship ou Harmagedon)
- Starhawk
- Web Wars (ou Web Warp)

### Prototypes
- 3D Pole Position (nécessite le 3D Imager)
- Berzerk II
- Cube Quest
- Dark Tower
- Pitcher's Duel
- Tour de France
- Engine Analyzer (nécessite le light pen)
- Melody Master II (nécessite le light pen)
- Mail Plane (nécessite le light pen)

## Émulateurs récents
- MESS[7] pour tous systèmes
- ParaJVE Émulateur pour Windows / Linux / Mac OS X, écrit en Java 1.5 - Site en anglais
- « Vectrex dans l’App Store », sur apple.com via Wikiwix (consulté le 14 octobre 2023)